# Моріяма Масахіто
Масахі́то Морія́ма (яп. 盛山 正仁; 14 грудня 1953, Нісіномія) — японський політик з Ліберально-демократичної партії, член Палати представників, генеральний секретар парламентської асоціації дружби «Японія — Україна».

## Біографія
Народився в місті Нісіномія, префектура Хіого. Після закінчення середньої школи Масахіто закінчив юридичний факультет Токійського університету, третій клас (політичний курс). Після закінчення Токійського університету в 1977 році вступив в Міністерство транспорту. У липні 2004 року він був призначений директором відділу загальних питань Бюро глобальної екології Міністерства навколишнього середовища, а в серпні 2005 року він був призначений директором управління інформацією Бюро загальної політики Міністерства землі, інфраструктури, транспорту та туризму.
На загальних виборах до 44-ї палати представників 11 вересня 2005 року він балотувався як офіційний кандидат від Ліберально-демократичної партії від 1-го округу Хіого. Він переміг на виборах, перемігши Кейсуке Сунаду, який не зміг отримати офіційне схвалення Ліберально-демократичної партії через боргові проблеми, та Хадзіме Ішіі з Демократичної партії. Обійняв посаду генерального директора Комітету із загальних питань Ліберально-демократичної партії, члена Комітету з питань землі, інфраструктури, транспорту та туризму, а також члена Комітету з питань фінансів.
На 45-х загальних виборах до членів Палати представників 30 серпня 2009 року він програв Масае Ідо, новачку в Демократичній партії Японії. У жовтні того ж року він став професором Жіночого університету Мукогава, у листопаді він став запрошеним дослідником у Центрі екологічних досліджень Хіого Асоціації створення навколишнього середовища Хіого, а в квітні 2010 року він став запрошеним професором в Університеті Тамагава, запрошеним професором Університету Досіся та викладачем Жіночого університету Святого Серця.
На 46-х загальних виборах до Палати представників 16 грудня 2012 року він переміг Нобухіко Ісаку, новачка з Мінна но То (Партії кожного), і Масае Ідо з Демократичної партії Японії, який програв попередні вибори, повернувшись до національної політики. У другому кабінеті Абе, який був відкритий після виборів, він був призначений парламентським заступником міністра юстиції. Як парламентський віцеміністр юстиції, він відповідав за імміграційний контроль країни, орієнтований на туризм. Звільнився у зв'язку з кадровими змінами 30 вересня 2013 року.
На 47-х загальних виборах до членів Палати представників 14 грудня 2014 року він програв Ісаці, який балотувався від партії Ішін, але був відновлений на три терміни внаслідок пропорційного відновлення.
У жовтні 2015 року призначений віцеміністром юстиції.
У березні 2016 року 3-й Кабінет міністрів Абе 2-й змінився також зберіг свою посаду державного міністра юстиції. Водночас він також виконує обов'язки державного міністра кабінету міністрів. На 48-х загальних виборах до членів Палати представників 22 жовтня 2017 року він був обраний 4-м у 1-му окрузі Хіого.
У жовтні 2019 року призначений головою Комітету з питань охорони здоров'я, праці та соціального забезпечення.
31 жовтня 2021 року на 49-х загальних виборах до членів Палати представників він програв Ісаці, кандидату від Конституційно-демократичної партії, який переміг на попередніх виборах, але виграв 5 виборів у пропорційному відновленні.

## Нагороди
- Орден «За заслуги» (Україна) 3-го ступеня (23 серпня 2022) — «за значні особисті заслуги у зміцненні міждержавного співробітництва, підтримку державного суверенітету та територіальної цілісності України, вагомий внесок у популяризацію Української держави у світі.»[2]